# Christoph Wagner-Binder
Christoph Wagner-Binder (* 15. Oktober 1991 in Linz als Christoph Binder) ist ein österreichischer Fußballtorwart.

## Karriere
Wagner-Binder begann seine Karriere in seiner Heimatstadt beim SK St. Magdalena. 2007 ging er zum FC Blau-Weiß Linz. 2009 wechselte zur DSG SU Altenberg. Im Jänner 2011 zog er zur Union Pregarten weiter. Im Sommer 2011 kehrte er zum Zweitligisten FC Blau-Weiß Linz zurück, für den er im Mai 2012 sein Profidebüt gab, als er im letzten Saisonspiel der Saison 2011/12 gegen den First Vienna FC zur Halbzeit eingewechselt wurde. Mit Blau-Weiß Linz stieg er 2013 in die Regionalliga Mitte ab. Nachdem der Wiederaufstieg in den folgenden zwei Jahren verpasst wurde, konnte Wagner-Binder 2016 mit Linz die Rückkehr in den Profifußball erreichen. In der Aufstiegssaison kam er in jedem Saisonspiel zum Einsatz.
Nach der Saison 2016/17 verließ er BW Linz. Daraufhin wechselte er zum siebtklassigen SC St. Valentin. In zwei Saisonen bei St. Valentin kam er zu 50 Einsätzen in der 1. Klasse. Zur Saison 2019/20 wechselte er zur fünftklassigen Union Dietach. Für Dietach spielte er neun Mal in der Landesliga. Zur Saison 2020/21 wechselte er zum viertklassigen ASK St. Valentin.

## Persönliches
Bei seiner Hochzeit im August 2019 nahm er zusätzlich zu seinem Geburtsnamen Binder noch den Namen seiner Frau an, wodurch beide seither Wagner-Binder heißen.